# Yrsa Sigurðardóttir
Vilborg Yrsa Sigurðardóttir (24 augustus 1963) is een IJslandse schrijfster van misdaad- en jeugdromans.

## Biografie
Yrsa Sigurðardóttir werd in 1963 geboren. Ze studeerde in 1983 af aan de Menntaskólinn ín Reykjavík en begon vervolgens aan de studie civiele techniek aan de Universiteit van IJsland waar ze in 1988 een Bachelor of Science behaalde. Ze vervolgde haar studie aan de Concordia University in Montréal en behaalde er in 1997 de academische graad van Master of Science. In 2020 woont ze met haar man en twee kinderen in Seltjarnarnes in de buurt van Reykjavík en werkt als civiel ingenieur bij de Kárahnjúkadam in het oosten van IJsland. Hier schrijft ze sinds 1998 haar boeken in haar hut.

### Carrière
In 1998 publiceerde ze haar eerste kinderboek en in 2003 werd haar boek Biobörn bekroond met de IJslandse kinderboekenprijs (Íslensku barnabókaverðlaunin).
Ze is het meest bekend van haar thrillers over de advocate Thora Gudmundsdottir (Þóra Guðmundsdóttir). Het eerste boek in de serie, Þriðja táknið (Het laatste ritueel) verscheen in 2005. In 2014 startte ze een nieuwe serie misdaadromans met in de hoofdrollen de kinderpsychologe Freyja en de politie-inspecteur Huldar. Haar boeken werden vertaald in meer dan dertig talen.
Twee van Yrsa’s misdaadromans werden bekroond met de IJslandse literatuurprijs Blóðdropinn, Ég man þig in 2011 en DNA in 2015, terwijl Aflausn genomineerd werd in 2017. Brakið werd in 2015 bekroond met de Britse Petrona Award – Best Scandinavian Crime Novel of the Year. DNA won in 2017 de Deense Palle Rosenkrantz-prisen.

### Kinderboeken
- 1998: Þar lágu Danir í því
- 1999: Við viljum jólin í júlí
- 2000: Barnapíubófinn, Búkolla og bókarræninginn
- 2001: B 10
- 2003: Biobörn

### Misdaadromans

#### Thóra Gudmundsdóttir-serie
- 2005: Þriðja táknið (nl: Het laatste ritueel)
- 2006: Sér grefur gröf (nl: Neem mijn ziel)
- 2007: Aska  (nl: Smeulend vuur)
- 2008: Auðnin (nl: De donkere dag)
- 2009: Horfðu á mig
- 2011: Brakið (nl: Stuurloos)

#### Freyja & Huldar-serie
- 2014: DNA (nl: DNA)
- 2015: Sogið (nl: Vortex)
- 2016: Aflausn (nl: RIP)
- 2017: Gatið (nl: Lava)
- 2018: Bruðan (nl: De pop)
- 2019: Þögn (nl: Stilte)

#### Andere
- 2010: Ég man þig (nl: Ik vergeet je niet)
- 2012: Kuldi
- 2013: Lygi
- 2020: Bráðin (nl: De prooi)
- 2021: Lok, lok og læs (nl: Ik zie je)
- 2022: Gættu þinna handa (nl: Blijf hier niet)